# مهرجان الحمير بالمغرب
مهرجان الحمير بالمغرب تأسس سنة 2001  من طرف أقدم جمعية ثقافية بالريف المغربي (جمعية قدماء تلاميذ بني عمار زرهون)، في قرية تاريخية معزولة بمقدمة جبال الريف بمنطقة زرهون ضواحي مدينة مكناس هي قصبة بني عمار.
هذا المهرجان الذي يديره الشاعر والإعلامي المغربي محمد بلمو سرعان ما نال شهرة كبيرة بعد إدماج مسابقات الحمير خلال الدورة الرابعة إلى جانب أنشطة ثقافية وفنية وادبية واجتماعية متنوعة وغزيرة.
رغم الميزانية الضعيفة التي توفرها الجمعية ومدعميها للمهرجان وغياب البنيات الثقافية التحتية بالقرية، فقد أصبح المهرجان مع مرور الدورات قبلة لأشهر القنوات الفضائية والصحافة المكتوبة والإلكترونية.
ويتضمن كرنفال الحمير الذي يشكل جزءا بسيطا من مواد المهرجان مسابقة أجمل حمار وحمارة وسباق السرعة. ويمنع المنظمين كل أنواع استعمال العنف مع الحمير الذين يلعبون دورا أساسيا في المنطقة الجبلية الوعرة المسالك والطرق. وينال الفائزون وكلهم من فقراء المنطقة مبالغ مالية واكياس من الشعير للحمير الفائزة بالإضافة إلى الكشوفات والمعالجات البيطرية التي تتكفل بها جمعية الرفق بالحيوان والمحافظة على الطبيعة. ولم يستطع المنظمون بعد إنشاء جمعية خاصة بتنظيم المهرجان من حصر كل ما صدر عن الدورة التاسعة لمهرجان بني عمار زرهون (المعرف إعلاميا ب "مهرجان الحمير) في الصحافة الورقية والإلكترونية المنظمة في شهر يوليوز 2011، لغزارة تناقل أخبارها في الصحف والمواقع والمنتديات على شبكة الإنترنيت، ووصل عدد العناوين التي إحصاؤها أزيد من 200 عنوان أغلبها بالعربية إضافة إلى اللغتين الفرنسية والإنجليزية. في حين تناقلت عشرات القنوات الفضائية التقرير التلفزيوني الذي أنتجته وكالة رويترز حول كرنفال الحمير، منها الجزيرة والعربية وفرانس 24 وميدي1 تي في وغيرها، كما أن نفس التقرير التلفزيوني يمكن متابعته على العديد من مواقع الإنترنيت.